# Bauhaus Danmark
Bauhaus Danmark A/S er en dansk byggemarkedskæde med 19 byggemarkeder i Danmark og hovedkvarter i Aarhus. Bauhaus Danmark er et datterselskab til den tyske byggematerialevirksomhed Bahag Baus, som efter franchise-princippet driver Bauhaus i Danmark. Bahag Baus etablerede Bauhaus Danmark i 1996 og har siden hen ekspanderet med nye varehuse. I 2023 havde Bauhaus 1.095 ansatte. Omsætningen i 2023 var på 2,797 mia danske kroner.